# ブロンズ・レコード
ブロンズ・レコード (Bronze Records) は、1971年に音楽プロデューサーのジェリー・ブロン (Gerry Bron) が、ロンドンのチョーク・ファーム (Chalk Farm) に設立した、イギリスのインディ・レコードレーベル。

## 概要
ブロンはヴァーティゴ・レコードでユーライア・ヒープのプロデュースを担当していたが、ユーライア・ヒープやジューシー・ルーシー (Juicy Lucy)、リチャード・バーンズ (Richard Barnes)、コロシアムなどのレコードを制作するために、1971年に新しいレーベルを設立した。命名者は当時ユーライア・ヒープのドラマーだったイアン・クラークである。
本レーベルからは、オシビサ、パラディン] (Paladin)、ゴールディ (Goldie、マンフレッド・マンズ・アース・バンド (en:Manfred Mann's Earth Band（元ヴァーティゴ所属）、ザ・リアル・キッズ  (The Real Kids)、サリー・オールドフィールド (Sally Oldfield)、モーターヘッド、ザ・ダムド、ガールスクール、ブロンズ (Bronz)、ホークウインドなどがレコードをリリースした
レコードの製造と流通の提携先は設立当初はアイランド・レコード、1977年にEMI、さらに1980年にポリドール・レコードになった。
1986年に財務上の困難から事業を畳み、カタログはレイ・リチャーズ (Ray Richards) のレガシー・レコードに売却され、その後キャッスル・コミュニケーションズ (Castle Communications plc) に転売された。
2003年はじめ、ブロンとピート・ブラウン (Pete Brown) は、次のように報道された。「長い時間を遡って旧い関係を再び更新した。ふたりは、音楽への愛情、とりわけイギリスの音楽への愛情という、変わらない特別な関心を共通してもっていることを認識したのである。こうしてブロンズ・レーベルが再発足することとなった。しかし、その後、レーベルは再び破綻してしまった」。